# Fehértó
Fehértó ist eine ungarische Gemeinde im Kreis Győr im Komitat Győr-Moson-Sopron.

## Geografische Lage
Fehértó liegt 22 Kilometer westlich des Komitatssitzes und der Kreisstadt Győr. Auf dem 
Gemeindegebiet befindet sich der See Fehér-tó. Nachbargemeinden sind Tárnokréti, Győrsövényház, Kóny, und Markotabödöge.

## Sehenswürdigkeiten
- Römisch-katholische Kirche Gyümölcsoltó Boldogasszony, erbaut 1734–1735 im barocken Stil, der Turm wurde 1777 hinzugefügt
- Mariensäule (Mária-oszlop), erschaffen 1747, im Kirchgarten
- Marienstatue (Lourdes-i Szűz Mária), in der Rákóczi utca
- Pietà (Fájdalmas Szűzanya-szobor) aus dem Jahr 1875
- Szent-Család-Statue, erschaffen 1927 von Gyula Tászler

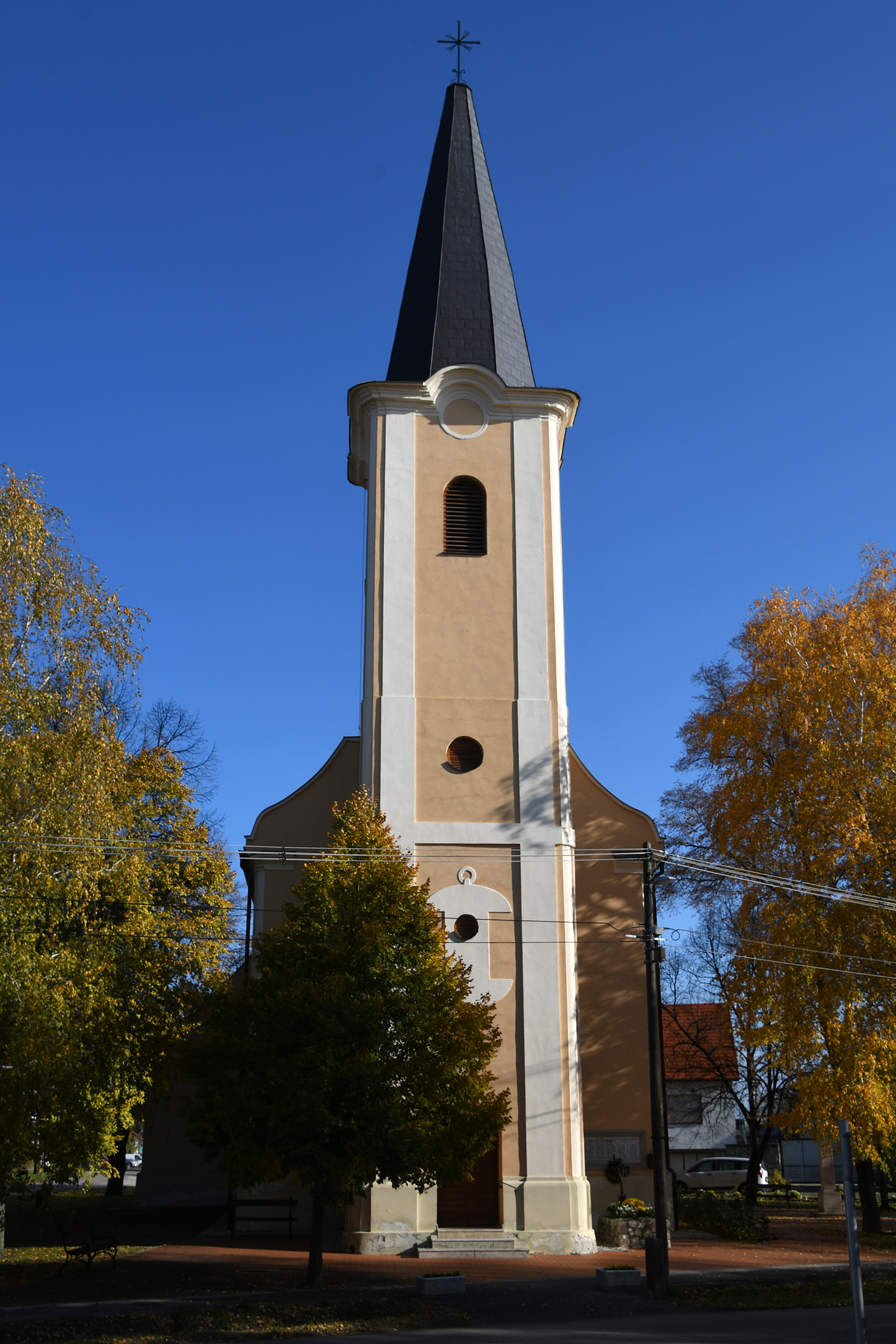
Römisch-katholische Kirche Gyümölcsoltó Boldogasszony
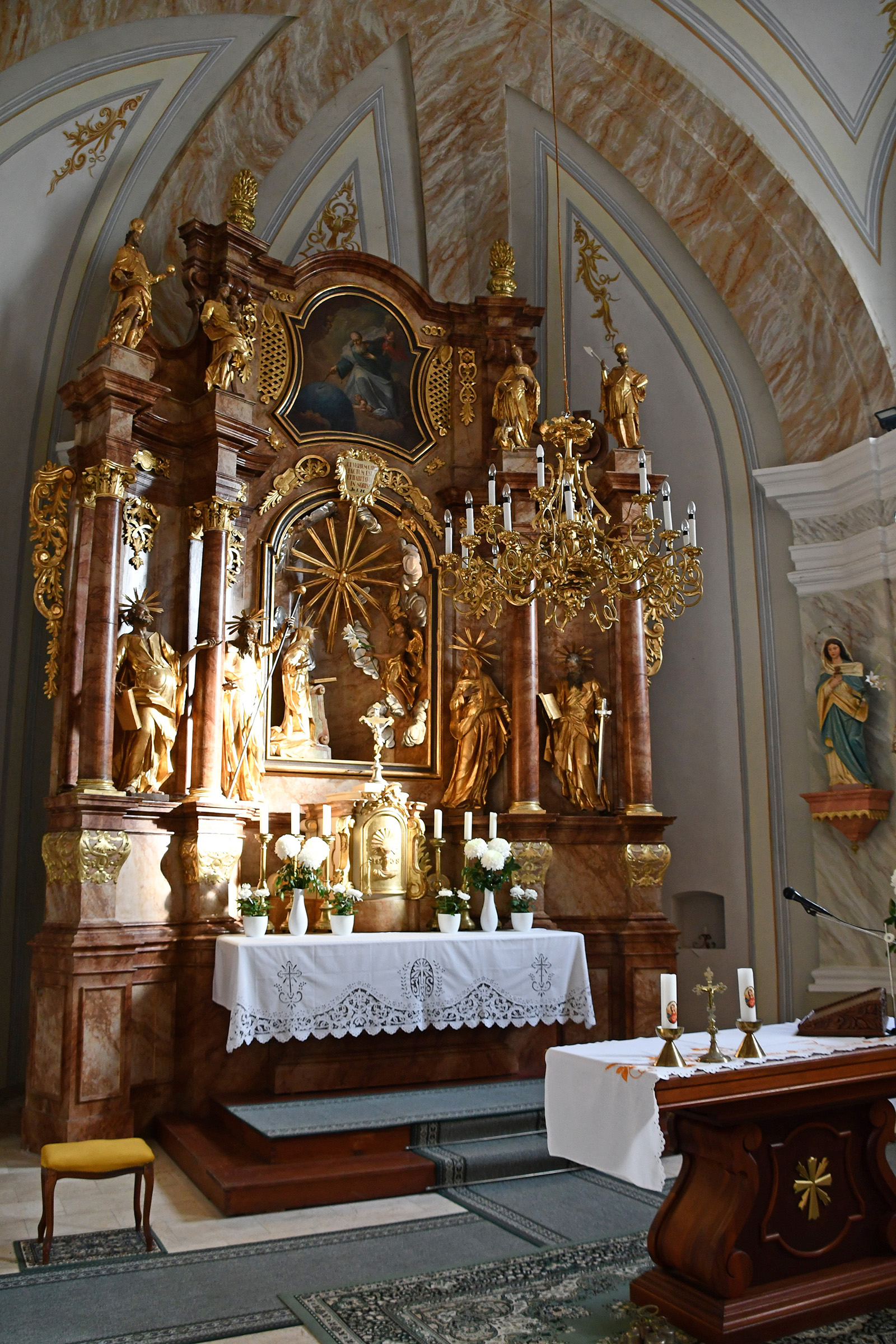
Blick auf den Altar der Kirche
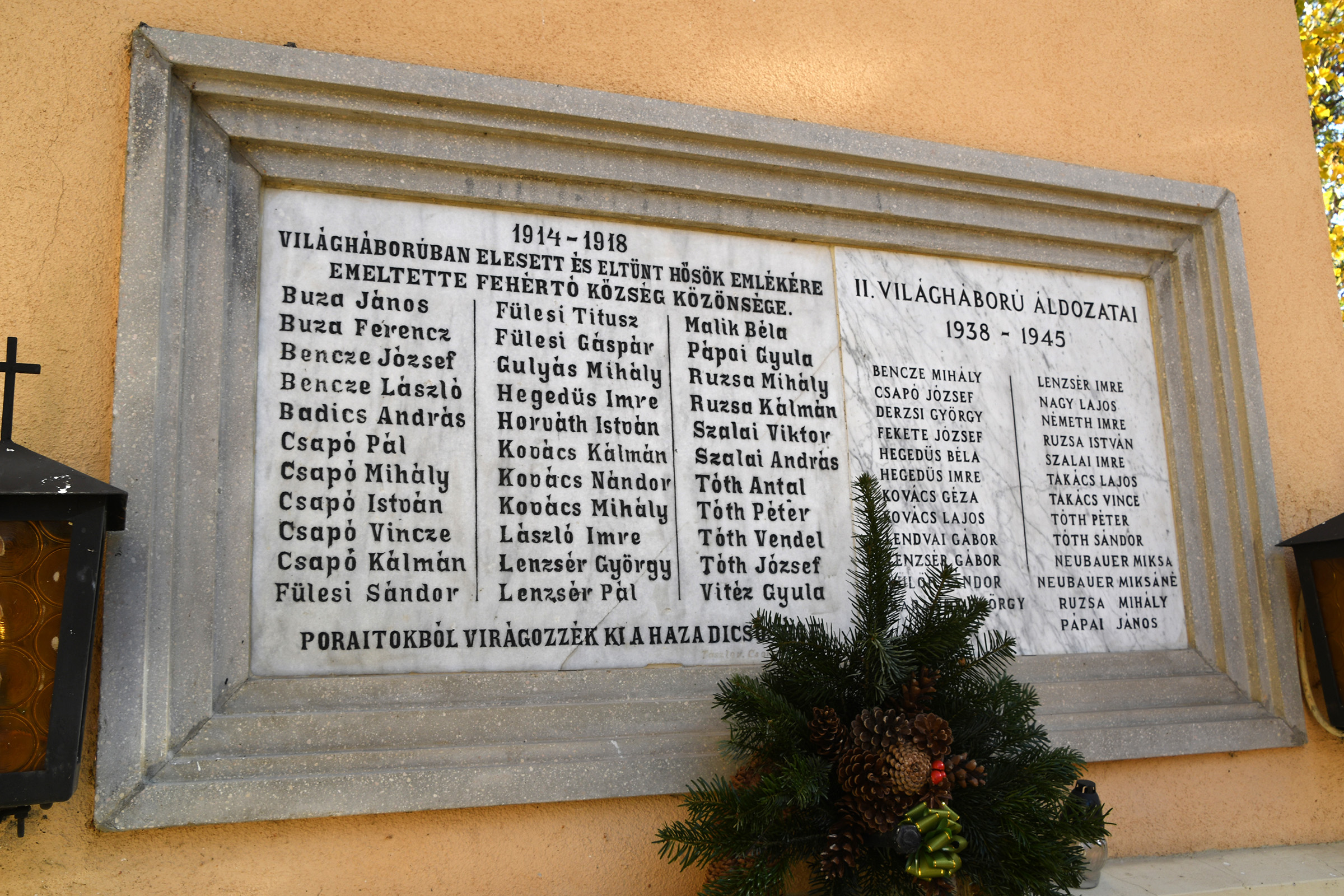
Gedenktafel für die Opfer der beiden Weltkriege
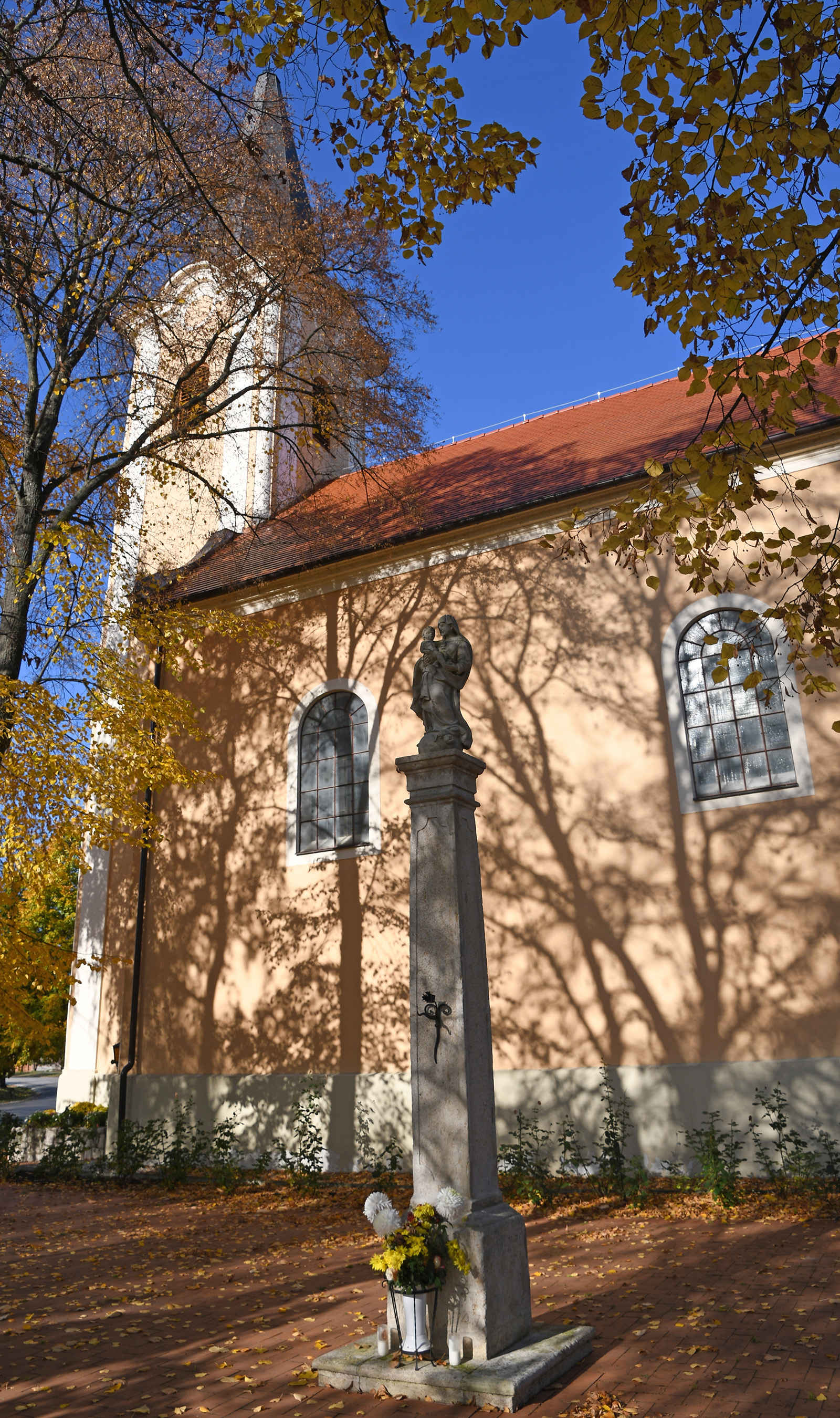
Mariensäule im Kirchgarten
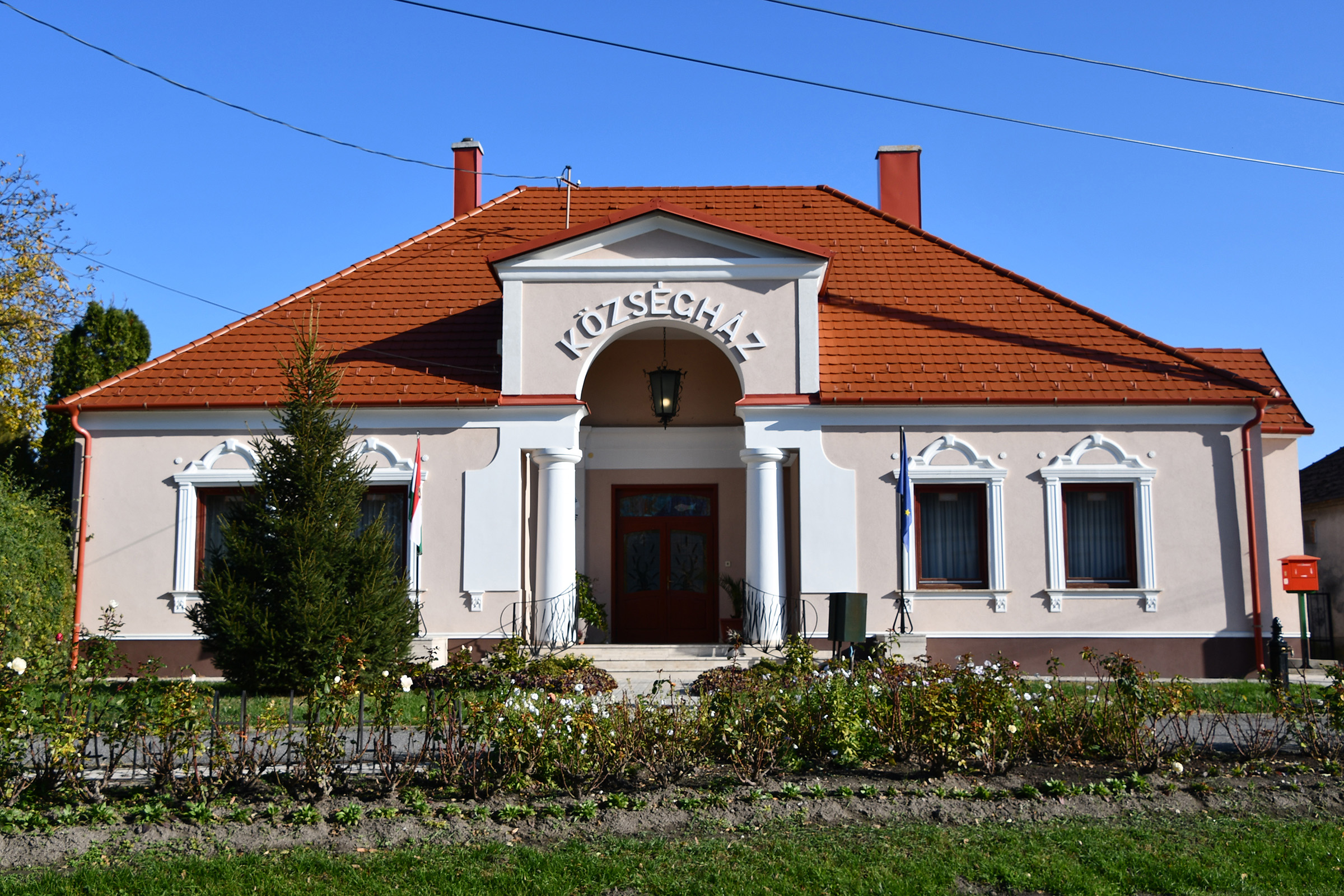
Gemeindeverwaltung

## Verkehr
Durch Fehértó verläuft die Landstraße Nr. 8503. Es bestehen Busverbindungen nach Tárnokréti sowie über Enese nach Győr. Der nächstgelegene Bahnhof befindet sich südlich in Kóny.